# カルタンの定理A, B
数学においてカルタンの定理（カルタンのていり、英: Cartan's theorem）とは、1951年頃にアンリ・カルタンによって証明された、シュタイン多様体 X 上のある連接層 F に関する定理で、A と B の二種類が存在する。それらはいずれも多変数複素函数論に対する応用や、層コホモロジーの一般的な発展に対して意義のあるものである。
カルタンの定理 A：F は大域切断によって張られる層である。
定理 B は、以下のようなコホモロジーにおける用語で表現される（これは Cartan (1953, p.51) が J.-P. Serre に帰するものとしている式である）：
カルタンの定理 B：すべての p > 0 に対して H p(X, F) = 0 である。
代数幾何学における連接層に対する同様の性質は、X がアフィンスキームである場合に、Serre (1957) によって示されている。定理 B と類似のそのような定理は、以下のように記述される (Hartshorne 1977, Theorem III.3.7)：
定理 B（スキーム論的表現）：X をアフィンスキームとし、F を X 上のザリスキー位相に対する OX-加群の準連接層とする。このとき、すべての p > 0 に対して H p(X, F) = 0 である。
以上の定理は、多くの重要な場面で応用される。素朴に考えると、これらの定理は、シュタイン多様体 X の閉複素部分多様体 Z 上の正則函数は、X 全体上の正則函数に拡張可能であることを意味している。より深い段階では、これらの定理はGAGAの定理を証明するためにジャン＝ピエール・セールによって利用された。
カルタンの定理 B は、複素多様体 X 上のすべての連接層 F（resp. ネータースキーム X 上の準連接層 F）に対して H 1(X, F) = 0 であるなら、X はシュタイン多様体（resp. アフィン多様体）であるという明確な結果である。(Serre 1956) (resp. (Serre 1957) and Hartshorne (1977, Theorem III.3.7)) を参照されたい。